# 大西一史
大西 一史（おおにし かずふみ、1967年（昭和42年）12月9日 - ）は、日本の政治家。熊本県熊本市長（3期）。元熊本県議会議員（5期）。九州市長会会長。指定都市市長会副会長(危機管理担当)。全国市長会防災対策特別委員長。

## 来歴
熊本県熊本市出身。父親は熊本県議会議員を4期務めた大西靖一。熊本市立白川小学校、熊本市立白川中学校卒業。高橋幸宏の演奏に衝撃を受け、ドラマーを志す。1983年4月、熊本県立熊本北高等学校に進学。高校時代は多い時には10ぐらいのバンドと組んでいた。プロになることを目指して、3年生のときにSONYのオーディションを受けたところグランプリを受賞。日本大学文理学部心理学科に進学し、大学でも音楽活動を続けるが「上には上がある」現実を目の当たりにし、ドラマーの道はあきらめる。
1992年3月、大学を卒業。同年4月、日商岩井メカトロニクス株式会社（現双日マシナリー株式会社）に入社。産業機械などの輸出入を担当する営業を務める。
1994年10月、日商岩井メカトロニクスを退職。同年11月、衆議院議員園田博之の秘書となる。園田が当時内閣官房副長官だったことから総理官邸などで勤務。
1997年12月に行われた熊本県議会議員熊本市選挙区補欠選挙において、無所属（新党さきがけ推薦・自由民主党支持）で立候補し初当選した。1998年、自由民主党に入党。熊本県連青年部長に就任。
2002年11月に行われた熊本市長選挙において、自民党・公明党が推薦した現職の三角保之ではなく、自民党県議の幸山政史を支援。このため党より離党勧告を受け、幸山とともに離党した。
2003年4月の熊本県議会議員選挙では、無所属での立候補となったものの県議会史上最多得票の21494票を獲得し３期目の熊本市選挙区でトップ当選。４期目も同選挙区で連続トップ当選した。無党派層を中心に圧倒的な支持を受け、市長就任まで連続５期当選を果たす。
2007年7月、ローカルマニフェスト推進地方議員連盟共同代表に就任。2008年5月、地域・生活者起点で日本を洗濯（選択）する国民連合（せんたく）「せんたく地方政府議員連合」事務局長に就任。同年6月、熊本県議会において会派「無所属改革クラブ」代表に就任。
2010年、九州大学大学院法学府修士課程公法・社会法学専攻修了。同年4月、保健医療経営大学非常勤講師（政策課程）に就任。2011年9月、熊本大学大学院法曹養成研究科非常勤講師（公共政策法務）に就任。2014年、九州大学大学院法学府博士後期課程法政理論専攻単位修得退学。
2014年11月16日に行われた熊本市長選挙に自民党・公明党の推薦を受けて立候補。候補者は大西のほか元会社役員の石原靖也、元市議の下川寛の3名。市長選は、市が中央区桜町地区に整備を予定している大型集客施設（MICE施設）計画の是非が争点となったが、計画に賛成の立場を取る大西に軍配が上がり、初当選した。12月3日、市長に就任。
2018年11月、自民・公明推薦を受けて市長選に立候補。共産党推薦の新人を破り再選。
2022年11月、自民・公明・連合の推薦を受けて市長選に立候補。元共産党の市議ら2人を破り3選。

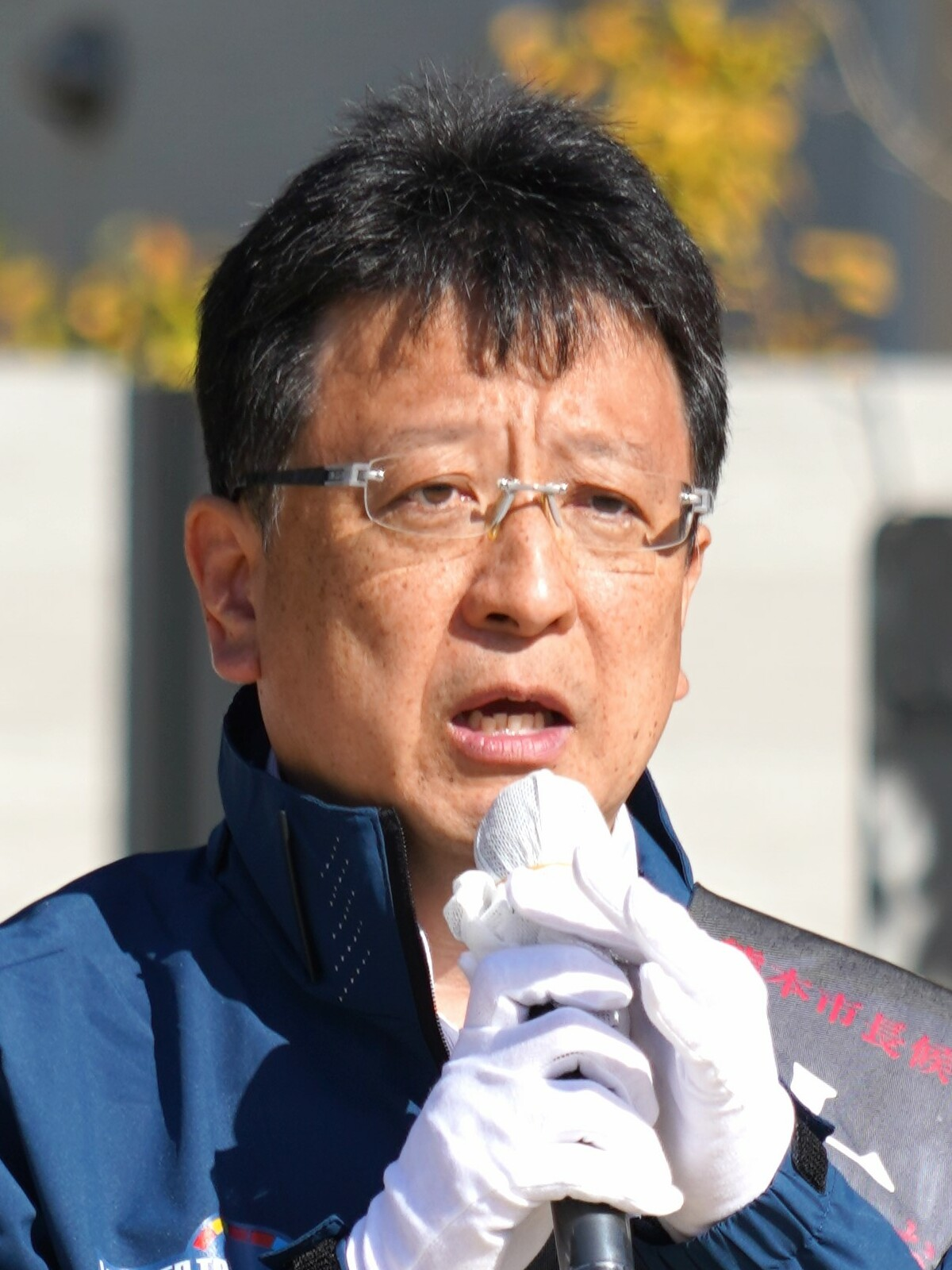
2022年11月、熊本市長選で街頭演説をする大西一史

2023年5月、九州市長会会長に就任。
2023年6月、全国市長会副会長に就任。
2024年4月、指定都市市長会副会長に就任。
2024年5月、九州市長会会長に再任。

## 選挙結果
2014年　熊本市長選挙※当日有権者数：583,332人 最終投票率：40.32%（前回比：+4.14pts）
| 候補者名 | 年齢 | 所属党派 | 新旧別 | 得票数    | 得票率 | 推薦・支持         |
| -------- | ---- | -------- | ------ | --------- | ------ | ------------------ |
| 大西一史 | 46   | 無所属   | 新     | 129,994票 | 55.97% | 自民党・公明党推薦 |
| 石原靖也 | 60   | 無所属   | 新     | 76,508票  | 32.94% |                    |
| 下川寛   | 54   | 無所属   | 新     | 25,769票  | 11.09% |                    |

2018年　熊本市長選挙
※当日有権者数：598,698人 最終投票率：31.68%（前回比：-8.94pts）
| 候補者名 | 年齢 | 所属党派 | 新旧別 | 得票数    | 得票率 | 推薦・支持         |
| -------- | ---- | -------- | ------ | --------- | ------ | ------------------ |
| 大西一史 | 50   | 無所属   | 現     | 165,403票 | 88.84% | 自民党・公明党推薦 |
| 重松孝文 | 71   | 無所属   | 新     | 20,780票  | 11.16% | 共産党推薦         |

2022年　熊本市長選挙
※当日有権者数：599,568人 最終投票率：28.26%（前回比：-3.12pts）
| 候補者名 | 年齢 | 所属党派 | 新旧別 | 得票数    | 得票率 | 推薦・支持             |
| -------- | ---- | -------- | ------ | --------- | ------ | ---------------------- |
| 大西一史 | 54   | 無所属   | 現     | 143,943票 | 85.81% | 自由民主党・公明党推薦 |
| 益田牧子 | 72   | 無所属   | 新     | 18,228票  | 10.87% |                        |
| 古木浩一 | 62   | 無所属   | 新     | 5,579票   | 3.33%  |                        |

## 市政
- 2019年4月1日、LGBTなど性的少数者のカップルが婚姻に相当する関係にあると認める「パートナーシップ宣誓制度」を導入した[10]。
- 2020年6月1日、新型コロナウイルス対策の財源に充てるため、自身の期末手当242万7,600円を全額返上すると発表した[11]。
- 同年6月3日、新型コロナウイルスで影響を受けた市内の宿泊業者を支援するため、額面の半額を市が補助する熊本県民向けの「熊本市プレミアム宿泊クーポン」を同月15日から販売すると発表した[12]。

## 人物
- 「聞くシセイ・話すシセイ・動かす市政」をモットーに、「市民が私のシンクタンク」として市民との対話を重視。2014年に出馬表明をした直後から、市民との直接対話の場として「政策立案会議」を各地で開催。52日間で30回、延べ千数百人の市民から直接話を聞き議論をした。そこで出された要求や意見を元にマニフェストを作成し130項目の政策にまとめた[13]。市長初当選後は「市長とドンドン語ろう！」を開催し直接市民との対話を継続している[14]。
- 1998年12月にウェブサイトを立ち上げ熊本県内の政治家では初めてホームページで情報発信を始めた。「今日のひとりごと」という名物コーナーが存在したが現在は存在せず、市長就任後は主にTwitterを中心に情報発信をしており、フォロワーは16万人を超えている[15]。
- 市長就任後もゲストとしてドラムを披露することがあり、共演した主なアーティストは、浜崎貴司・斉藤和義・吉井和哉・藤原さくら・トータス松本・奥田民生・スガシカオ・田島貴男・YO-KING・のん・伴都美子（Do As Infinity）・Char・小島良喜・今野多久郎（KUWATABAND）など。

## 役職
- 九州市長会会長
- 全国市長会防災対策特別委員長
- 指定都市市長会副会長（危機管理担当）

## 著書

### 論文
- 『マニフェスト選挙と地方自治（１〜７）』（自治研究 86(８)〜/第一法規/2010年8月〜2011年８月連載)

### 共著（紀要論文）
- （篠原新）『武村正義オーラル・ヒストリー』（政治研究 (59):2012.3 p.21-42/九州大学政治研究会）